# Liste der Kulturdenkmale in Tangstedt (Stormarn)
In der Liste der Kulturdenkmale in Tangstedt sind alle Kulturdenkmale der schleswig-holsteinischen Gemeinde Tangstedt (Kreis Stormarn) aufgelistet (Stand: 9. Juni 2025).

## Legende
In den Spalten befinden sich folgende Informationen:
- Objekt-ID: die Nummer des Kulturdenkmales
- Lage: die Adresse des Kulturdenkmales und die geographischen Koordinaten. Kartenansicht, um Koordinaten zu setzen. In der Kartenansicht sind Kulturdenkmale ohne Koordinaten mit einem roten Marker dargestellt und können in der Karte gesetzt werden. Kulturdenkmale ohne Bild sind mit einem blauen Marker gekennzeichnet, Kulturdenkmale mit Bild mit einem grünen Marker.
- Offizielle Bezeichnung: Bezeichnung des Kulturdenkmales
- Beschreibung: die Beschreibung des Kulturdenkmales
- Bild: ein Bild des Kulturdenkmales

## Sachgesamtheiten
| Objekt-ID      | Lage                                        | Offizielle Bezeichnung | Beschreibung | Bild |
| -------------- | ------------------------------------------- | ---------------------- | --- | ---- |
| 46795 Wikidata | Kringelweg 99 (53° 44′ 36″ N, 10° 1′ 54″ O) | Behelfsheim Tangstedt  | Behelfsheim Tangstedt; 1946; schlichtes hölzernes Wohnhaus mit Parzelle zur Eigenversorgung, Reichseinheitstyp nach Programm des Deutschen Wohnungs-Hilfswerks - Begründung: geschichtlich, wissenschaftlich, Kulturlandschaft prägend - Schutzumfang: Behelfsheim, Gartenparzelle | BW   |

## Bauliche Anlagen
| Objekt-ID      | Lage                                                         | Offizielle Bezeichnung                            | Beschreibung | Bild                             |
| -------------- | ------------------------------------------------------------ | ------------------------------------------------- | --- | -------------------------------- |
| 1301 Wikidata  | Beekmoorweg 8 (53° 44′ 10″ N, 10° 4′ 58″ O)                  | Ehemaliges Melkerhaus                             | Alteintragung (Aktualisierung vorgesehen) - Begründung: Alteintragung (Aktualisierung vorgesehen) - Schutzumfang: Alteintragung (Aktualisierung vorgesehen) - Denkmaltyp: Bauliche Anlage | weitere Fotos \| Fotos hochladen |
| 1343 Wikidata  | Hauptstraße 103 (53° 44′ 2″ N, 10° 5′ 3″ O)                  | Fachhallenhaus                                    | Alteintragung (Aktualisierung vorgesehen) - Begründung: Alteintragung (Aktualisierung vorgesehen) - Schutzumfang: Alteintragung (Aktualisierung vorgesehen) - Denkmaltyp: Bauliche Anlage | BW                               |
| 43404 Wikidata | Kringelweg 99 (53° 44′ 36″ N, 10° 1′ 54″ O)                  | Behelfsheim Tangstedt                             | Behelfsheim Tangstedt; 1946; schlichtes hölzernes Wohnhaus mit Parzelle zur Eigenversorgung, Reichseinheitstyp nach Programm des Deutschen Wohnungs-Hilfswerks - Begründung: geschichtlich, wissenschaftlich, Kulturlandschaft prägend - Schutzumfang: gesamtes Objekt - Denkmaltyp: Bauliche Anlage, Sachgesamtheit: Behelfsheim Tangstedt                                                                                | BW                               |
| 3819 Wikidata  | Schleusenweg (53° 45′ 12″ N, 10° 7′ 58″ O)                   | Heidkruger Alsterschleuse (Ehlersberger Schleuse) | Wanderweg zwischen Segeberger Straße (B432) und Ehlersberg (B75); Alteintragung (Aktualisierung vorgesehen) - Begründung: Alteintragung (Aktualisierung vorgesehen) - Schutzumfang: Alteintragung (Aktualisierung vorgesehen) - Denkmaltyp: Bauliche Anlage | BW                               |
| 7298 Wikidata  | NW-Seite Segegeberger Chaussee (53° 43′ 28″ N, 10° 5′ 39″ O) | Meilenstein                                       | Halbmeilenstein der Altona-Lübecker Chaussee. Entfernung nach Altona 3½ Meilen (26 km), nach Lübeck 6 Meilen (46 km). Auf der Vorderseite eingemeißeltes Königsmonogramm Christian VIII., Entfernungsangabe ½ M(eile) und Jahreszahl 1840. Alteintragung (Aktualisierung vorgesehen) - Begründung: geschichtlich, wissenschaftlich, Kulturlandschaft prägend - Schutzumfang: gesamtes Objekt - Denkmaltyp: Bauliche Anlage | Fotos hochladen                  |

## Gründenkmale
| Objekt-ID     | Lage                                      | Offizielle Bezeichnung           | Beschreibung | Bild            |
| ------------- | ----------------------------------------- | -------------------------------- | --- | --------------- |
| 5279 Wikidata | Beekmoorweg (53° 44′ 10″ N, 10° 4′ 58″ O) | Straße mit Lindenallee           | Alteintragung (Aktualisierung vorgesehen) - Begründung: geschichtlich, Kulturlandschaft prägend - Schutzumfang: gesamtes Objekt - Denkmaltyp: Gründenkmal | Fotos hochladen |
| 23826         | Dorfstraße (53° 43′ 55″ N, 10° 5′ 4″ O)   | Friedenseiche                    | Friedenseiche; 1871; auf kleiner Verkehrsinsel; Gedenkstein - Schutzumfang: Friedenseiche, Gedenkstein - Begründung: Geschichtlich, Kulturlandschaftlich  | BW              |
| 46364         | Hauptstraße (53° 44′ 1″ N, 10° 5′ 8″ O)   | Friedenseiche des Guts Tangstedt | Friedenseiche; 1871; mit kleinem Gedenkstein - Schutzumfang: Friedenseiche des Guts Tangstedt, Gedenkstein - Begründung: Geschichtlich, Städtebaulich     | BW              |

## Quelle
- Liste der Kulturdenkmale in Schleswig-Holstein – Kreis Stormarn